# Hérésie des Judaïsants

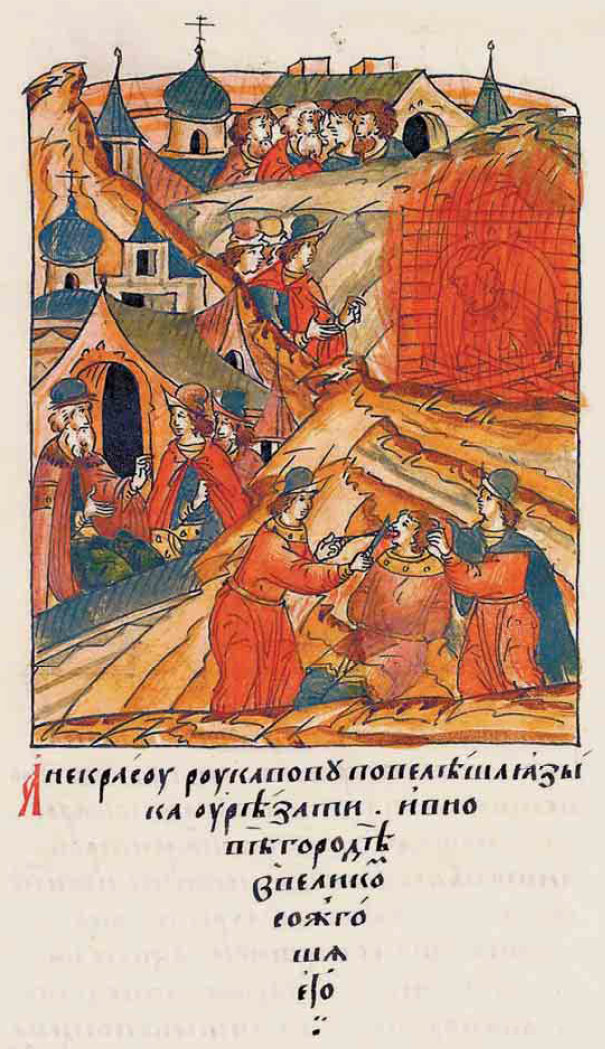
Exécutions d'hérétiques judaïsants en 1504. Inscription : « et Nekras Rukavov a reçu l’ordre de lui déchirer la langue et de la brûler à Veliky Novgorod ».

L'hérésie des Judaïsants (Jidov'stvouyouchtchié - « Ceux qui suivent les traditions juives »), est un mouvement religieux lancé par Skhariya (ru) (ou Zacharie) le Juif, qui apparaît à Novgorod et Moscou dans la seconde moitié du XVe siècle.

## Développement historique
Les adeptes de Skhariya/Zacharie mènent une intense campagne, et l'un des fidèles, l'archiprêtre Aleksei, parvient à convertir l'entourage d'Ivan III, grand-duc de Moscou. Cependant, bien qu'initialement tolérée, la secte est ensuite réprimée (Skhariya le Juif est exécuté en 1491 sur l'ordre d'Ivan III) et semble disparaître au début du XVIe siècle. 
Sa doctrine n'est connue que par les textes de ses persécuteurs, l'archevêque Gennade de Novgorod et surtout Joseph de Volokolamsk dans son Illuminateur.

## Doctrine
De nombreuses traductions à partir de l'hébreu furent réalisées (Bible, ouvrages d'astrologie, traductions de Maïmonide et d'Al-Ghazali pour l'usage des synagogues dans une langue russe caractéristique de la Lituanie de l'époque (Zacharie était de Kiev).
Dans l'atmosphère d'effervescence intellectuelle qui caractérise Novgorod au XVIe siècle, les commentaires se développèrent alors sur la Genèse, les Prophètes, le Livre des Rois, le Livre des Proverbes, mais aussi sur d'autres ouvrages, tels que Sylvestre, pape de Rome ou le discours de Cosmas sur les Bogomiles ou encore sur les œuvres de Ménandre, Athanase d'Alexandrie, Denys l'Aréopagite.

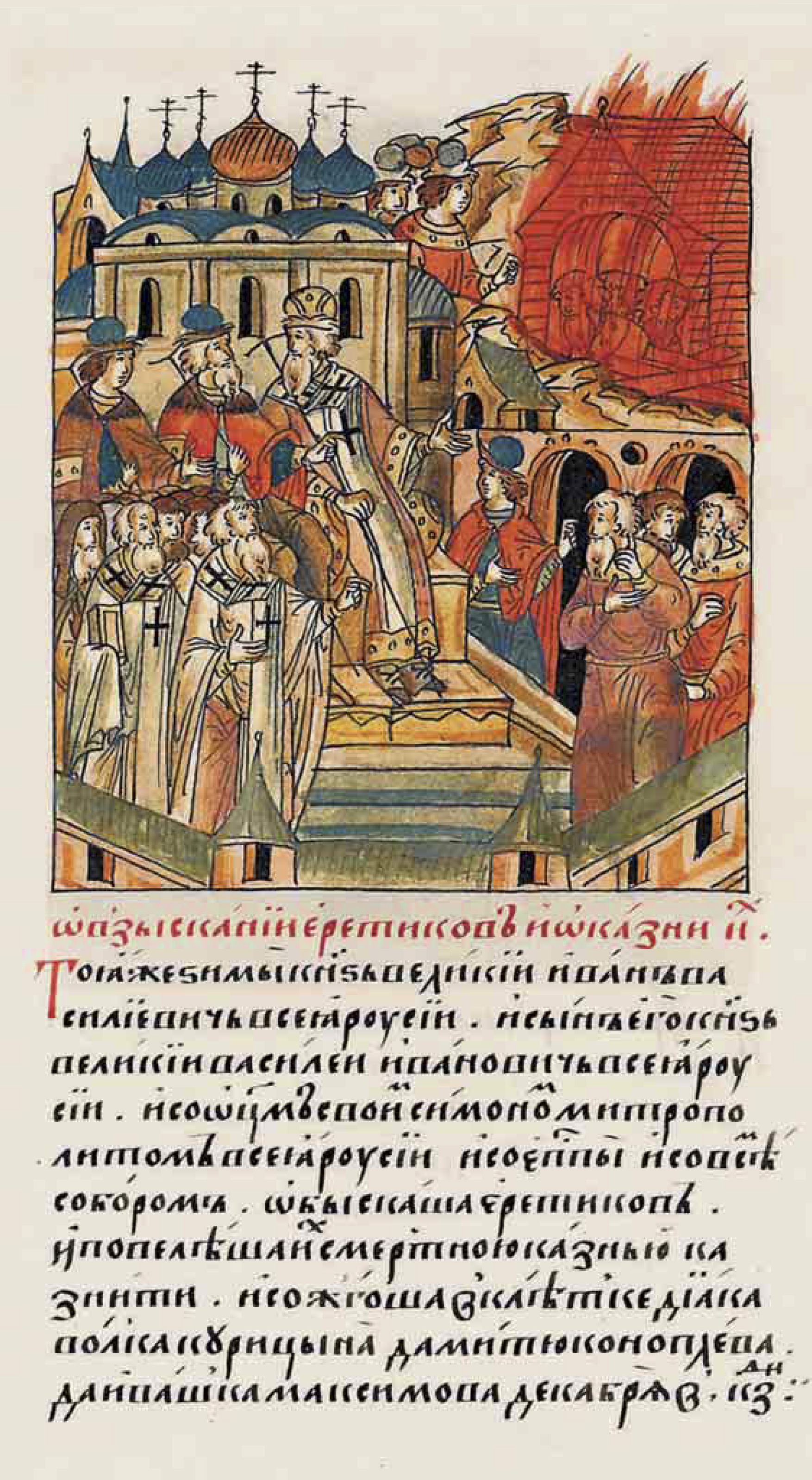
Inscription : « A propos de l'enquête sur les hérétiques et de leur exécution. Le même hiver, le grand-duc de toutes les Russies, Ivan Vasilievich et son fils, le grand-duc de toutes les Russes, Vassili Ivanovitch, en compagnie de son père, ⟨Simon⟩ le métropolite de toutes les Russies, avec les évêques et avec toute la cathédrale, ont enquêté sur les affaires des hérétiques et leur a ordonné de les condamner à la peine de mort. Et ils ont brûlé dans la cage le greffier Ivan Wolf de Kuritsin et Mitya Konoplev et Ivashka Maximov en décembre le 27e jour ».

L'astrologie se popularisa, notamment avec la lecture des Six Ailes d'Emmanuel ben Jakov, une compilation de tables astronomiques du XVIe siècle. Les calculs des dates de la Pâque juive et celle de Pâques chrétienne orthodoxe s'opposaient et provoquaient un conflit avec l'Église : Gennade de Novgorod et l'Église orthodoxe prévoyaient en effet une fin du monde imminente avec l'entrée (calculée) dans le septième millénaire (selon une ère Anno Mundi), alors que les calculs juifs rapportaient l'époque contemporaine au sixième millénaire d'une telle ère.
Globalement, ce fut surtout le doute de plus en plus généralisé sur les Écritures, doute qui poussa peut-être à rejeter la divinité de Jésus qui provoqua la réaction de l'Église orthodoxe russe.
Sa pleine adhésion au judaïsme reste très discutée, malgré les accusations portées, mais une reprise d'au moins certaines pratiques semble tout à fait assurée. Certains chercheurs affilient ce mouvement aux cercles karaïms, d'autres considèrent qu'il n'y avait pas d'hérésie et que « c'était vraisemblablement un mouvement humaniste ».

### Sources
- Georges Florovsky, Les Voies de la théologie russe, Paris, 1937 ; trad. et notes de J.C. Roberti, Paris, Desclée de Brouwer, 1991, p. 24-28
- Michel Heller :: Histoire de la Russie et de son Empire, chap. 3-2, 2015, Éd. Tempus Perrin,  (ISBN 978-2262051631)
- (ru) Hasidus en russe, Septième essai

### Articles liés
- Soubbotniks
- Karaïsme
- Judaïsme
- Principaux opposants : Gennade de Novgorod et Joseph de Volokolamsk